# 15 خرداد (دلغان)
15 خرداد بالفارسية: موتور 15 خرداد) هي منطقة سكنية تقع في سيستان وبلوتشستان في إيران. يقدر عدد سكانها بـ 172 نسمة .